# Подходящая плоть
«Подходящая плоть» (англ. Suitable Flesh) — американский фильм ужасов 2023 года, снятый режиссёром Джо Линчем по сценарию Денниса Паоли. Экранизация произведения Говарда Филлипса Лавкрафта «Тварь на пороге». Главные роли исполнили Хизер Грэм, Барбара Крэмптон, Джуда Льюис, Брюс Дэвисон и Джонатон Шек.
Фильм является духовным наследником фильмов ужасов Стюарта Гордона 1980-х годов в по мотивам творчества — Лавкрафта «Реаниматор» и «Извне». Актриса Барбара Крэмптон, сыгравшая в фильме роль доктора Даниэллы Аптон (и выступившая в качестве продюсера), играла в этих хоррорах ведущие женские роли, а сценарий к ним также был написан Деннисом Паоли.

## Сюжет
Доктор Даниэлла Аптон (Барбара Крэмптон), находясь на дежурстве в больнице при Мискатоникском медицинском университете города Аркхем, посещает местный морг. Патологоанатом (Грэм Скиппер) как раз собирается проводить вскрытие только что поступившего тела жертвы убийства. Затем доктор Аптон следует в психиатрическое отделение, куда был доставлен убийца — её подруга и бывшая врач-психиатр Элизабет Дерби (Хизер Грэм), находящаяся в невменяемом состоянии. Она умоляет Даниэллу уничтожить мозг трупа и начинает рассказывать свою историю, чтобы объяснить, почему она должна это сделать.
Однажды к доктору Дерби на приём без записи приходит молодой пациент, студент Эйса Уэйт (Джуда Льюис), который говорит, что его отец Эфраим иногда «использует» его тело. Во время сеанса психотерапии Эйса получает звонок от отца и у него случается короткий припадок, после чего вдруг успокаивается и ведёт себя как ни в чём не бывало, а затем уходит. Обеспокоенная Элизабет дома за ужином рассказывает о происшествии мужу, Эдварду (Джонатон Шек), которого, похоже совершенно не заботят пациенты супруги. Тем же вечером, занимаясь сексом с Эдвардом, Элизабет невольно представляет себе Эйсу на месте мужа. Она идёт в дом Эйсы, вспомнив его адрес, и обнаруживает там тяжело больного Эфраима (Брюс Дэвисон); мужчина прогоняет Элизабет, угрожая ей большим ножом после того, как она замечает книгу с нарисованными в ней жуткими существами и загадочными символами.
Той ночью Эйса звонит Элизабет, и она едет к нему домой, находя Эфраима умирающим на полу; Эйса отказывается позволить Элизабет передать ему его таблетки, но Элизабет игнорирует его приказы, хотя она не может остановить кажущуюся смерть Эфраима. Парень говорит ей, что они должны уничтожить мозг Эфраима, потому что если он произнесет заклинание в третий раз, он захватит тело Эйсы; Эфраим внезапно оживает, произносит заклинание и вызывает у сына припадок, прежде чем, по-видимому, умереть во второй раз. Эйса, теперь более уверенный в себе, занимается сексом с Элизабет и шепчет ей на ухо заклинание, которое заставляет их ненадолго поменяться телами. Он замечает, что тело Эфраима пропало, побуждая его взять нож и погнаться за ним. Эфраим умоляет Элизабет помочь ему, поскольку на самом деле он Эйса в теле своего отца, но настоящий Эфраим, теперь в теле Эйсы, наносит ему удар ножом в шею, а затем обезглавливает.
На следующий день детектив Леджер (Джей Ди Эвермор) и его напарница заезжают в резиденцию Дерби, чтобы допросить Элизабет о пожаре в доме Уэйтов, а Эфраима объявляют пропавшим без вести. Элизабет разговаривает со своей подругой, коллегой-психиатром Даниэллой Аптон о подмене тел, но Даниэлла не понимает, что она имеет в виду; позже Элизабет признается Эдварду, что занималась сексом с Эйсы. Тем временем Эфраим (всё ещё в теле Эйсы) приковывает себя наручниками к столбу в своем подвале и звонит Элизабет, читая заклинание и заставляя их поменяться телами. Находясь в теле Элизабет, Эфраим занимается сексом с Эдди; Элизабет обнаруживает в подвале груды плоти, а также рисунки существа. Понимая, что следующий обмен телами будет навсегда, Элизабет пытается выпрыгнуть из окна своего офиса, но появляется Эфраим и говорит, что она сможет спастись, если убьет его и разрушит его мозг. Отвлекая его, Элизабет наносит ему удар ножом в голову, прежде чем выбросить его из окна; понимая, что он все еще жив, Элизабет несколько раз сбивает Эфраима своей машиной, прежде чем зарезать его насмерть. Затем её задерживают сотрудники полиции.
В настоящее время изуродованный труп, (который, как оказалось, принадлежит Эфраиму) просыпается и произносит заклинание в последний раз, заставляя его поменяться телами с Элизабет. Элизабет в теле мёртвого старика начинает бродить по больнице, в то время как Эфраим решает поменяться телами с Даниэллой, заставляя их двоих драться. Находящийся в теле Даниэллы Эфраим умоляет охранника застрелить Даниэллу, но ей удается заполучить его пистолет и усыпить Элизабет, выстрелив ей в голову несколько раз. Двое меняются местами, и Эфраим стреляет в охранника, прежде чем продолжить драку; Даниэлла готовится ударить его скальпелем, пока Эфраим снова произносит заклинание, прежде чем их разнимают полицейские. Позже Даниэлла утешает Эдварда в своём кабинете, когда выясняется, что Эфраим контролирует её тело, в то время как настоящая Даниэлла истошно кричит, будучи запертой внутри тела Элизабет.

## В ролях
- Хизер Грэм — доктор Элизабет Дерби
- Барбара Крэмптон — доктор Даниэлла Аптон
- Джуда Льюис — Эйса Уэйт
- Брюс Дэвисон — Эфраим Уэйт
- Джонатон Шек — Эдвард Дерби
- Крис Маккенна — Кроули
- Грэм Скиппер — патологоанатом
- Джей Ди Эвермор — детектив Леджер

## Критика
Меган Наварро из Bloody Disgusting дала фильму оценку четыре из пяти и написала: «Линч уловил юмористический, часто сексуальный тон произведений Гордона в стиле Лавкрафта 80-х/90-х годов , при этом наложив на них свой собственный отпечаток с помощью острых инстинктов и современного повествования». Брайан Таллерико (рецензент сайта RogerEbert.com) написал: «Подходящая плоть» немного непоследовательна по тону — я всё время хотел, чтобы фильм стал «Полным Гордоном» и действительно сошёл с рельсов, хотя он и грозился это сделать — но это забавный фильм ужасов, который я мог бы себе представить на VHS в 1989 году и потерять из-за него рассудок». Он похвалил Крэмптон, но посчитал, что Льюис был «немного менее эффективен [как актёр], поскольку ему временами трудно передать озорное обаяние, необходимое для этой роли». 